# توماس دامغارد
توماس دامغارد مواليد 17 يونيو 1971 في الدنمارك، هو ملاكم محترف دانمركي يصنف ضمن فئة وزن الوسط.

## إحصائيات
خاض خلال مسيرته 39 نزالا، فاز في 38 وخسر في 1. فاز بالضربة القاضية في 28 نزالا.

## روابط خارجية
- توماس دامغارد على موقع بوكس ريك (الإنجليزية) (registration required)